# Arthur's Seat
Arthur's Seat (ve skotské gaelštině Suidhe Artair, česky Artušovo nebo Arturovo sedlo) je nejvyšší vrcholek ve skotském hlavním městě Edinburghu. Nachází se na východním konci Starého města, asi 2,5 km vzdušnou čarou od edinburského hradu. Je součástí parku Holyrood a dosahuje výšky 251 m. Z vrcholku je panoramatický výhled na město.

## Geologie
Kopec je vulkanického původu podobně jako nedaleký vrch, na němž byl v raném středověku postaven edinburský hrad. Jedná se o pozůstatek 341– 335  milionů let starého lávového dómu z období karbonu. Na některých místech, jako jsou skalní útvary Salisbury Crags nebo Samson’s Ribs, jsou obnažené masívní čedičové sloupce. So současné podoby byl tvar kopce vymodelován ledovcem v období čtvrtohor.

## Galerie

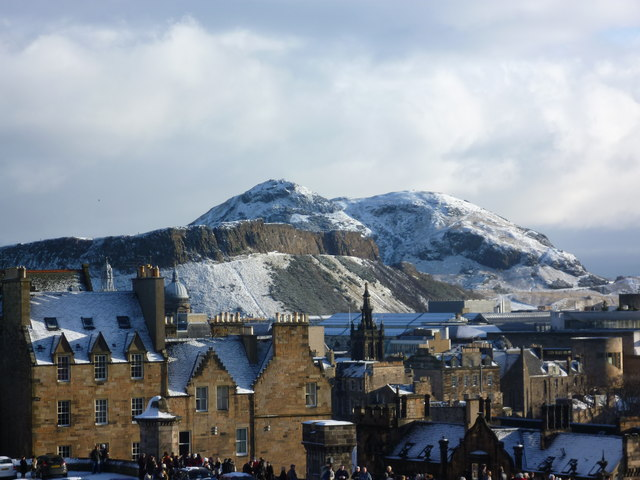
Pohled od edinburského hradu
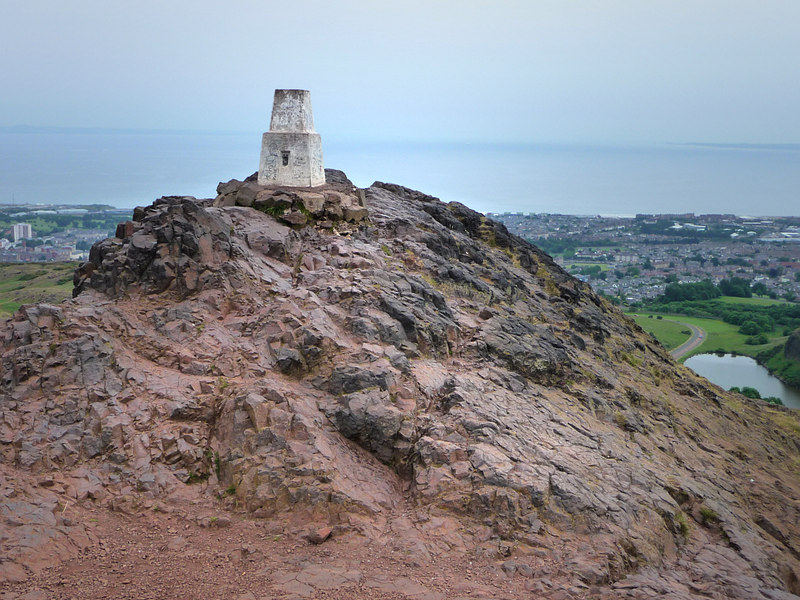
Trigonometrický bod na vrcholu
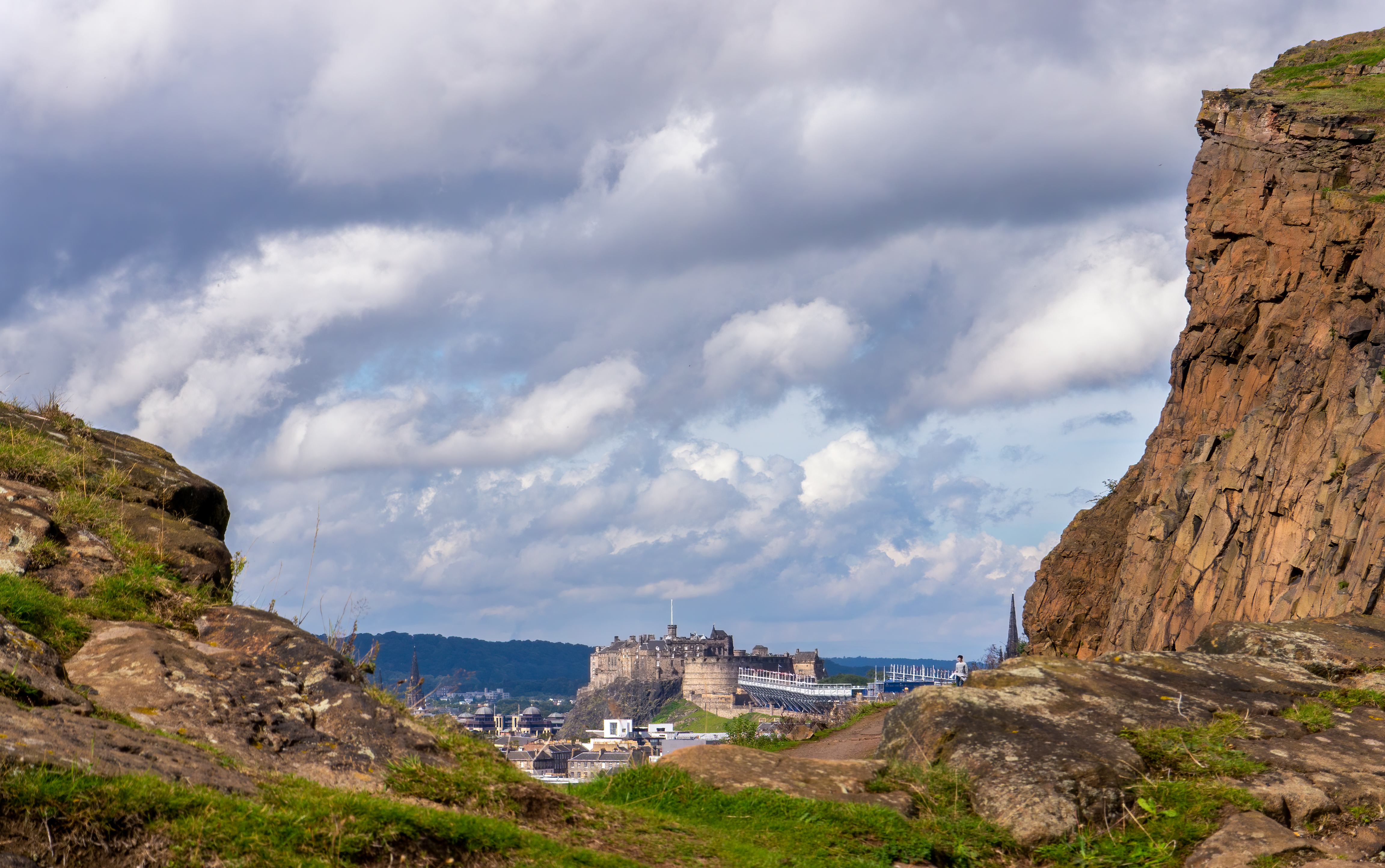
Výhled z Arturova sedla na edinburský hrad
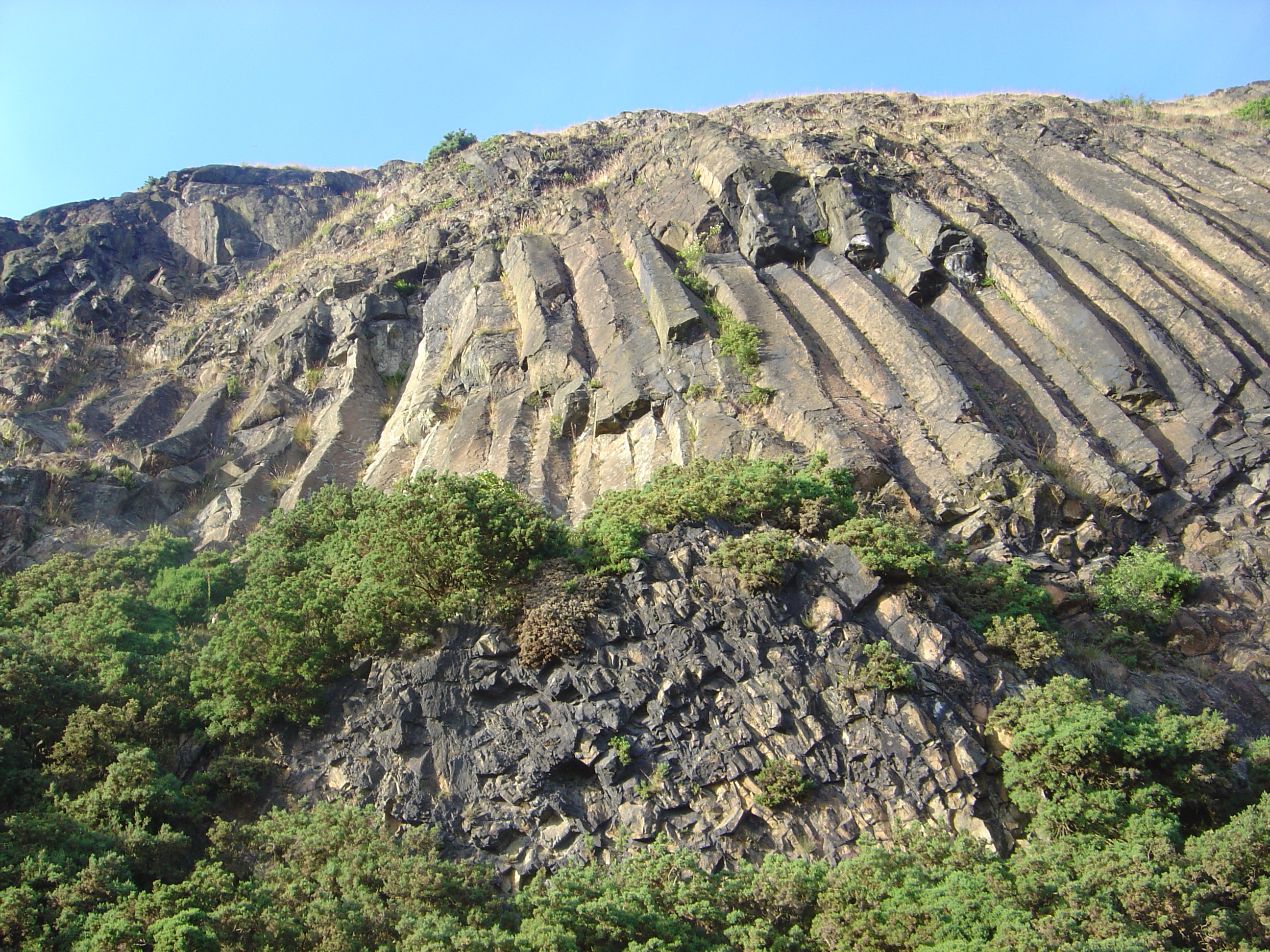
Samson's Ribs
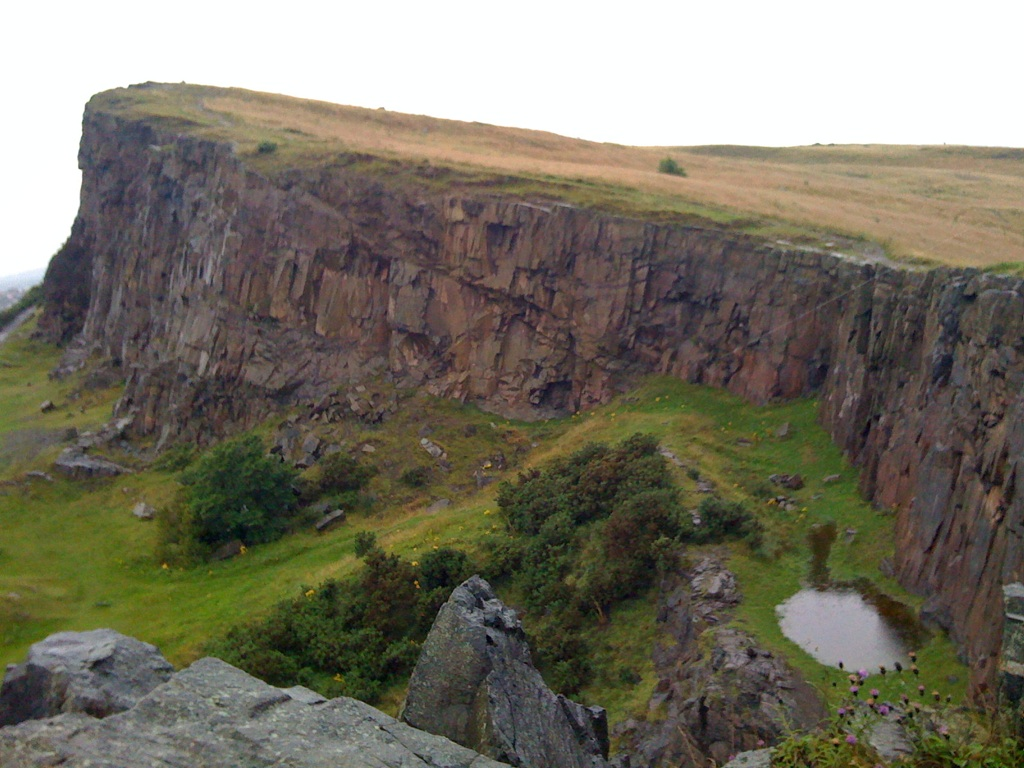
Salisbury Crags